# جامعة كولونيا

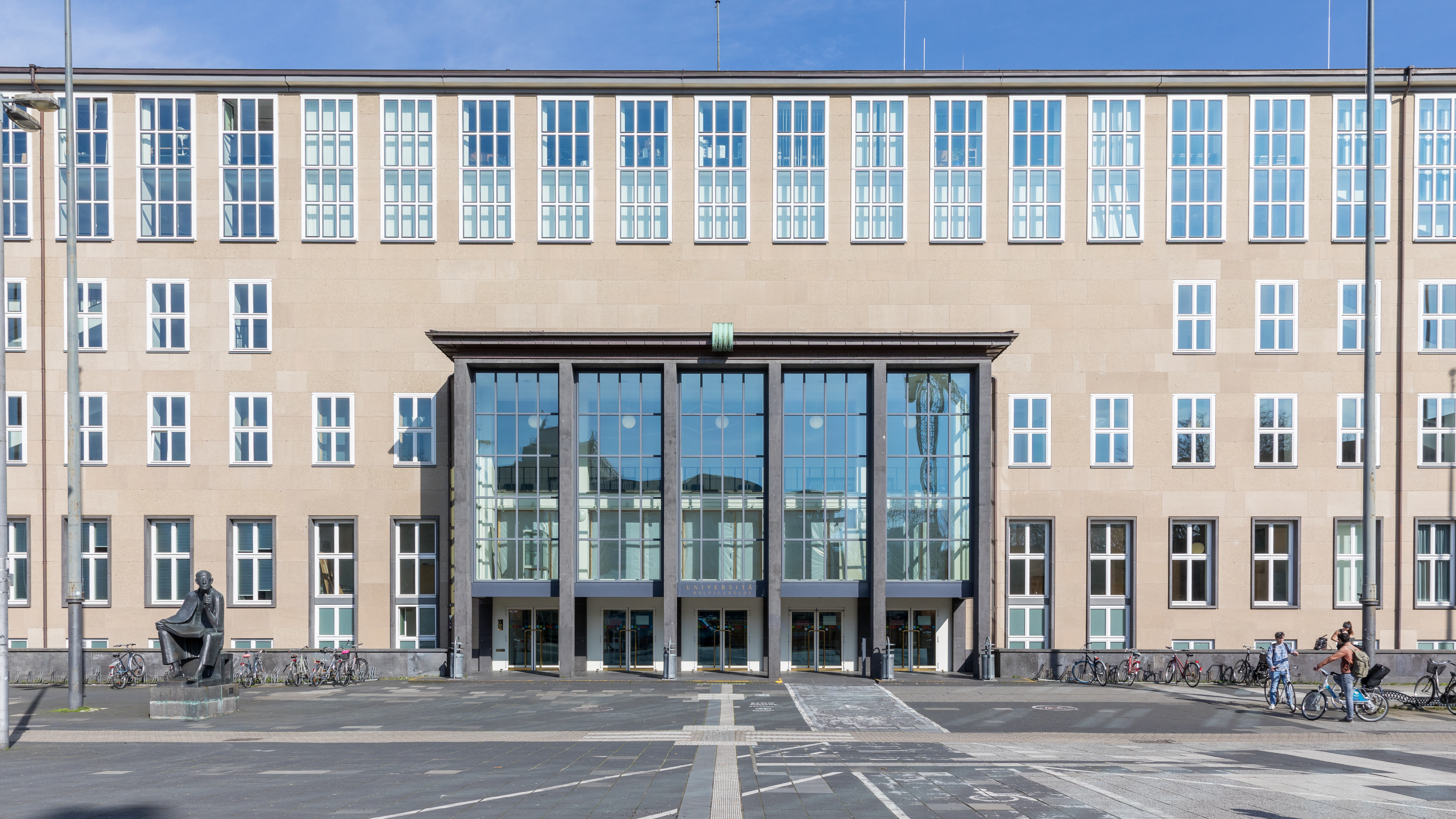
جامعة كولونيا

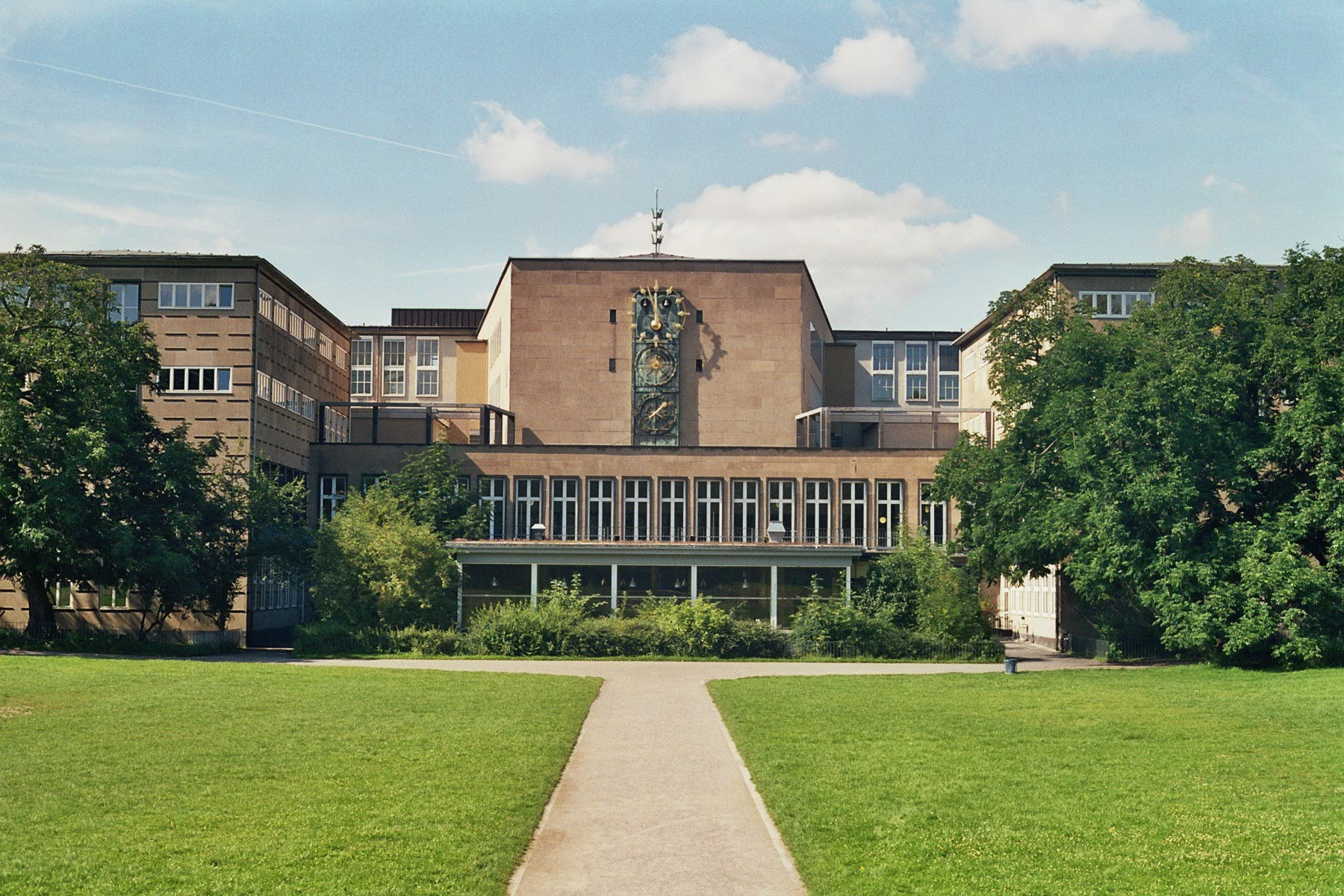
جامعة كولونيا المدخل الشرقي

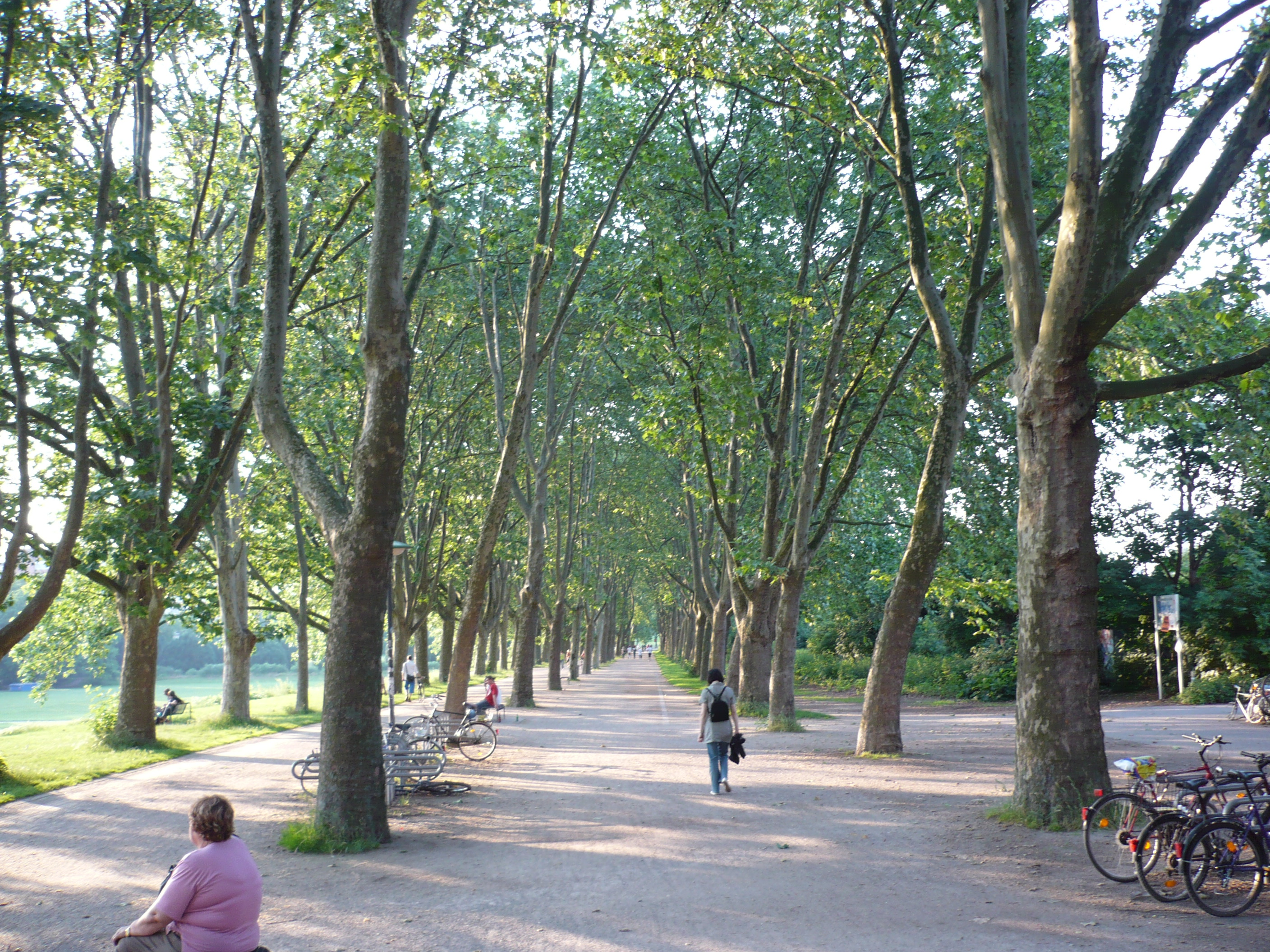
جامعة كولونيا

جامعة كولونيا (بالألمانية:Universität zu Köln) هي واحدة من أقدم وأعرق الجامعات في أوروبا. يبلغ عدد طلابها 43000 طالب، ما يجعلها ثاني أكبر جامعة في ألمانيا.

## تاريخ وتطوير

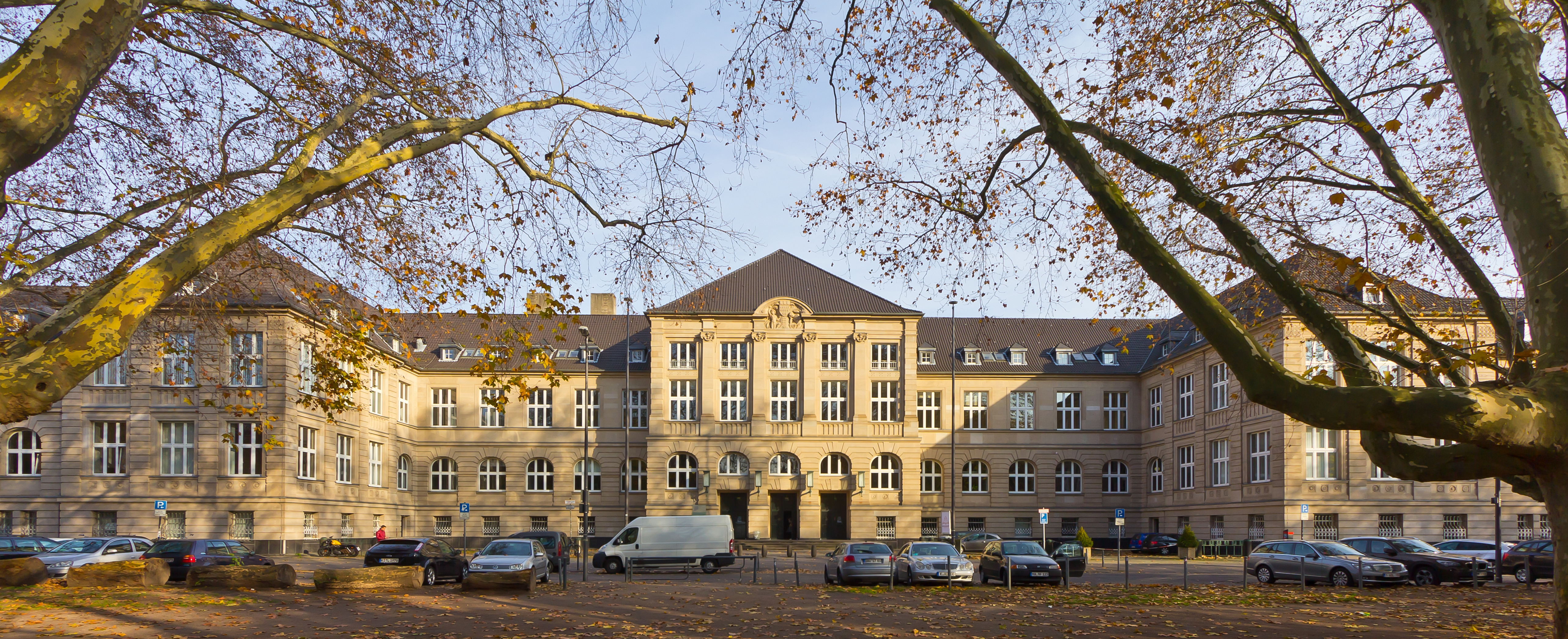
مبنى الجامعة القديمة في كولونيا: معلم تاريخي في تطور جامعة كولونيا

فتحت جامعة كولونيا في 21 مايو 1388 كرابع جامعة في الإمبراطورية الرومانية المقدسة بعد جامعة كارلس في براغ (1348) وجامعة فيينا (1365) وجامعة هايدلبرغ (1386) ، لم تأت المبادرة آنذاك من الإمبراطور بل من مجلس مدينة كولونيا بما في ذلك تكلفة التعليم .
وكليات جامعة كولونيا هي كلية الطب، كلية الحقوق، كلية الاقتصاد، كلية العلوم الطبيعية وكلية الآداب والعلوم الإنسانية.
تعتبر جامعة كولونيا ومدينة كولونيا من المراكز المحببة للطلبة والباحثين الأجانب.إذ تبلغ نسبة الطلاب الأجانب 11% من عدد الطلاب البالغ عددهم للفصل الدراسي الشتوي 2008\2009 44000 طالباوطالبة.
تتصدر جامعة كولونيا واحدة من المراكز الخمسة الأولى في الترتيب الجامعي الألماني بالنسبة للإدارة والاقتصاد وكذلك الحقوق والقانون.
كلية الطب والمستشفى الجامعي
تعبتر دراسة الطب في جامعة كولونيا واحدة من أحدث طرق تدريس الطب في ألمانيا (Modellstudiengang ).
وكلية الطب وطب الأسنان تحوي 3200 طالب وطالبة وبما يقارب 100 بروفيسور.
المستشفى الجامعي في كولونيا يعتبر الأكبر في المدينة وكذلك من مستشفيات العناية القصوى حيث تعتبر الطاقة الاستيعابية 1250 مريض.
عيادة القلب والاوعية الدموية التابعة للمستشفى واحدة من أحدث عيادات القلب في ألمانيا حيث أُنشِئت عام 2007 على مساحة 30000 متر مربع.

## معرض صور

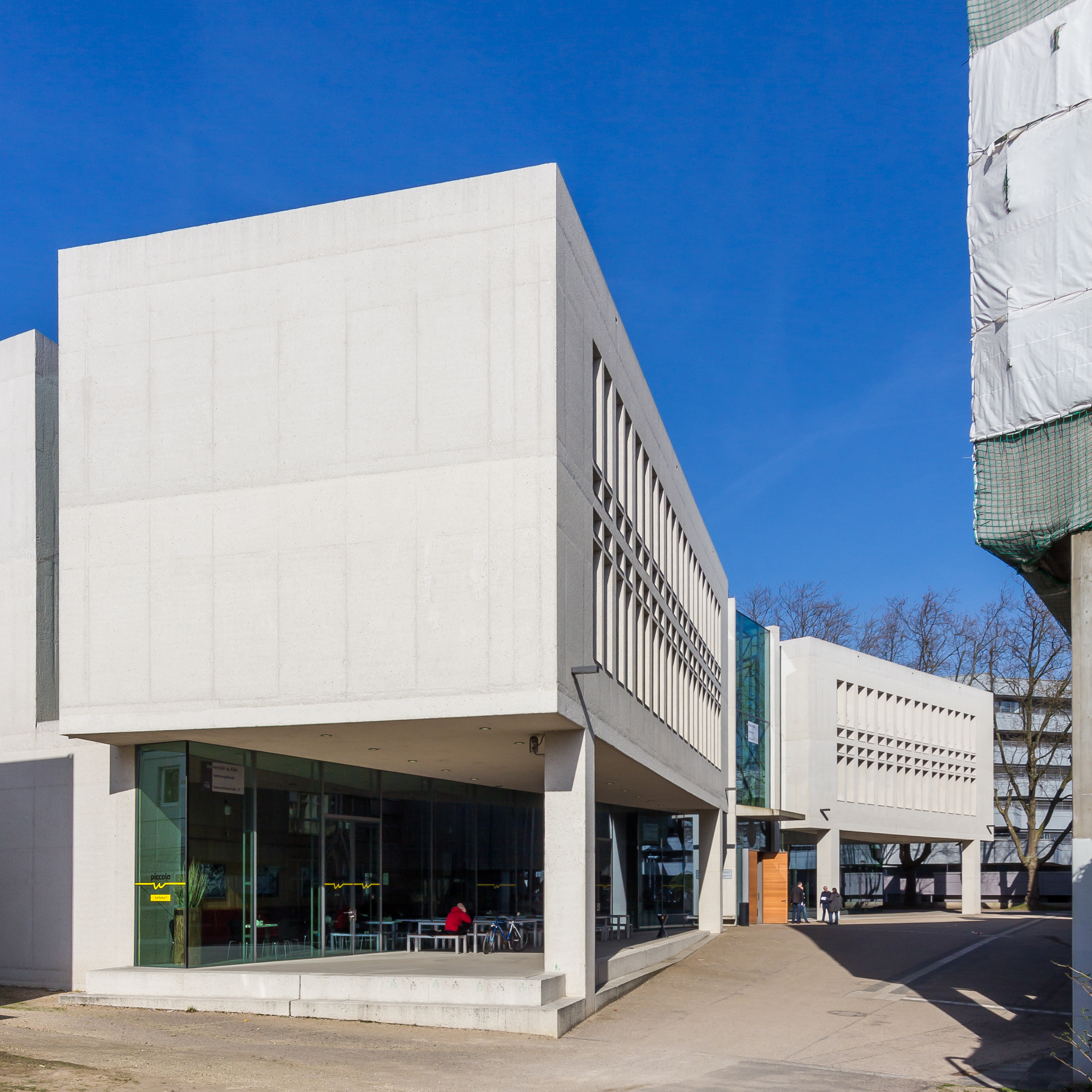
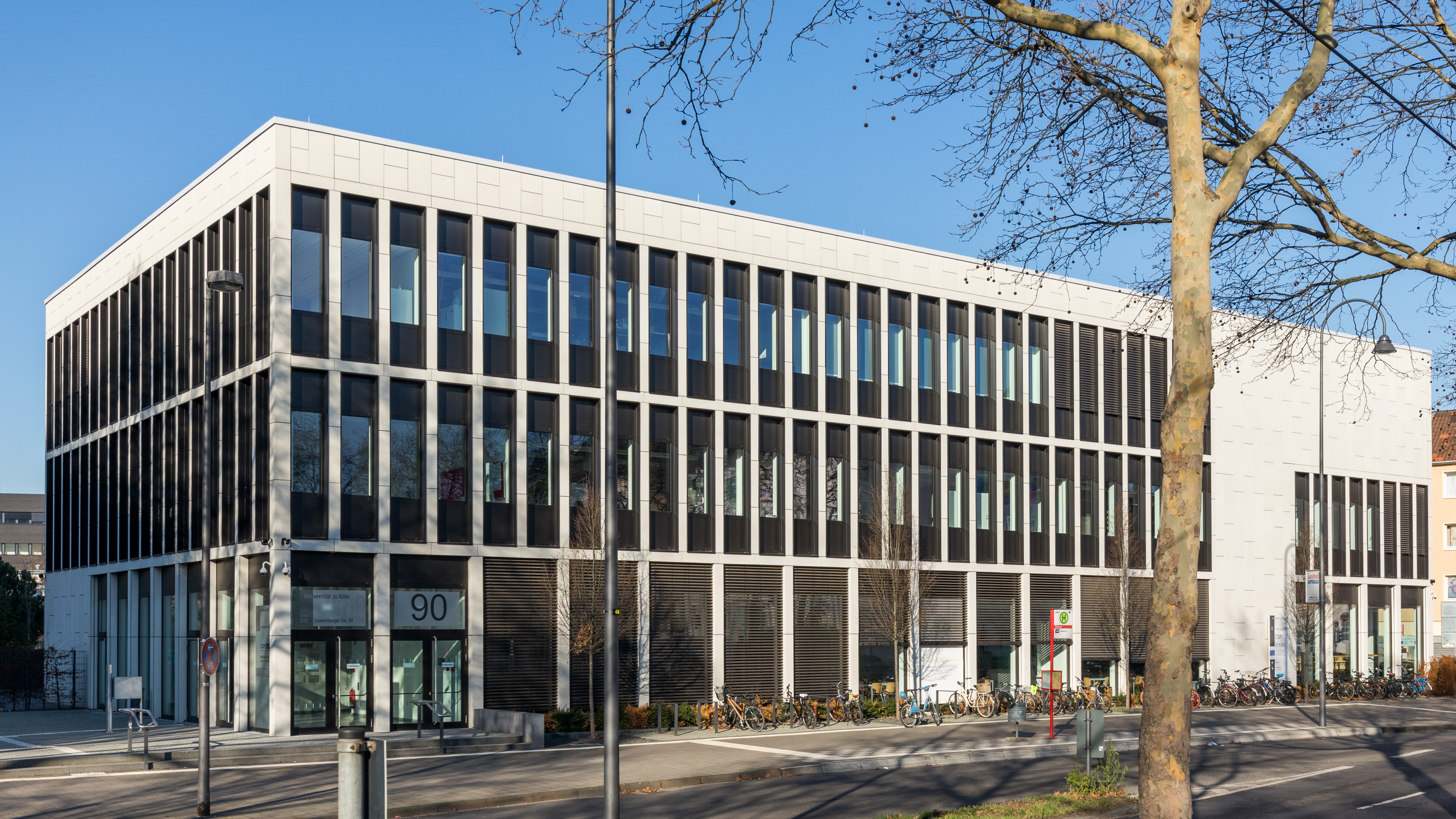
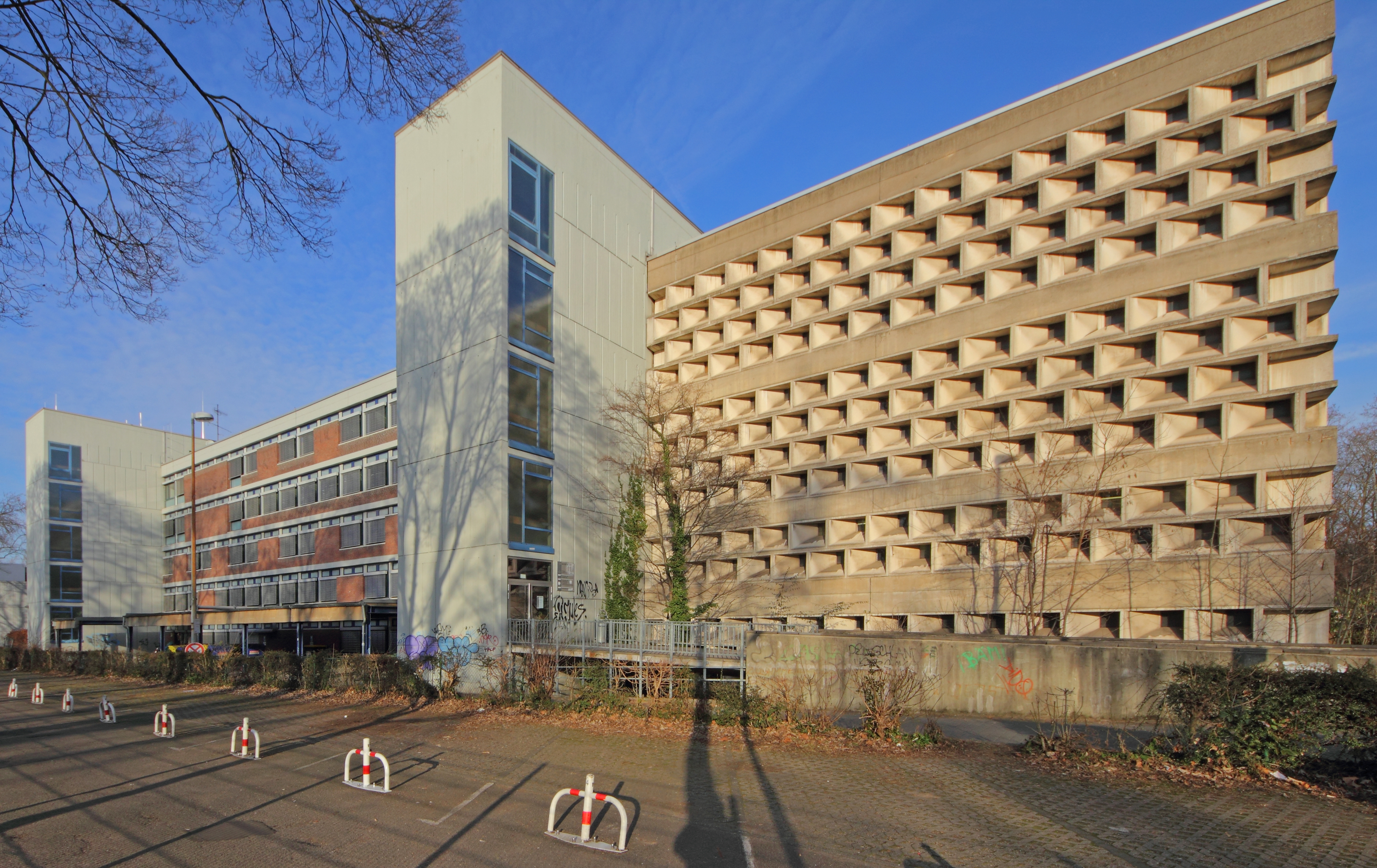
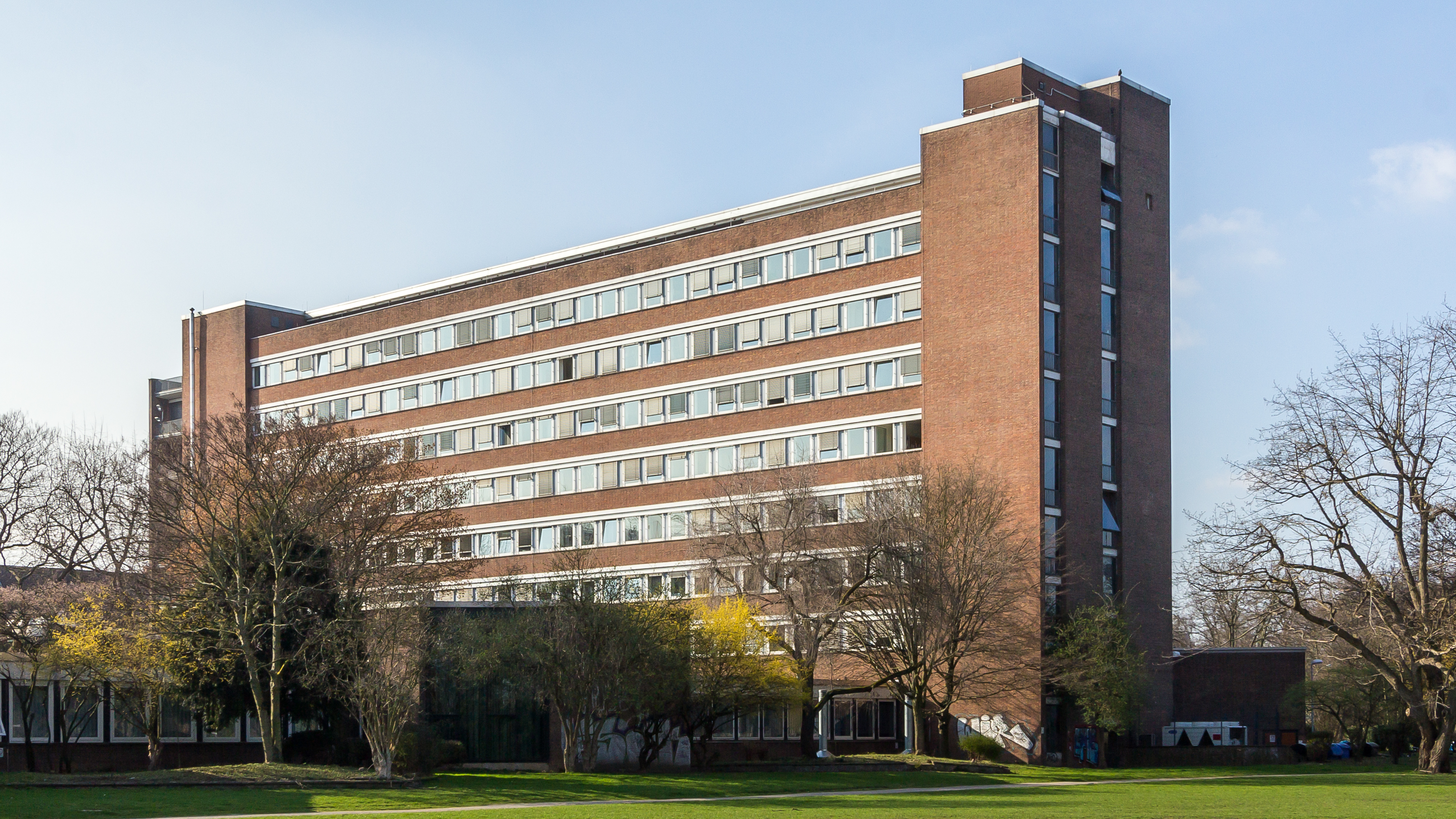
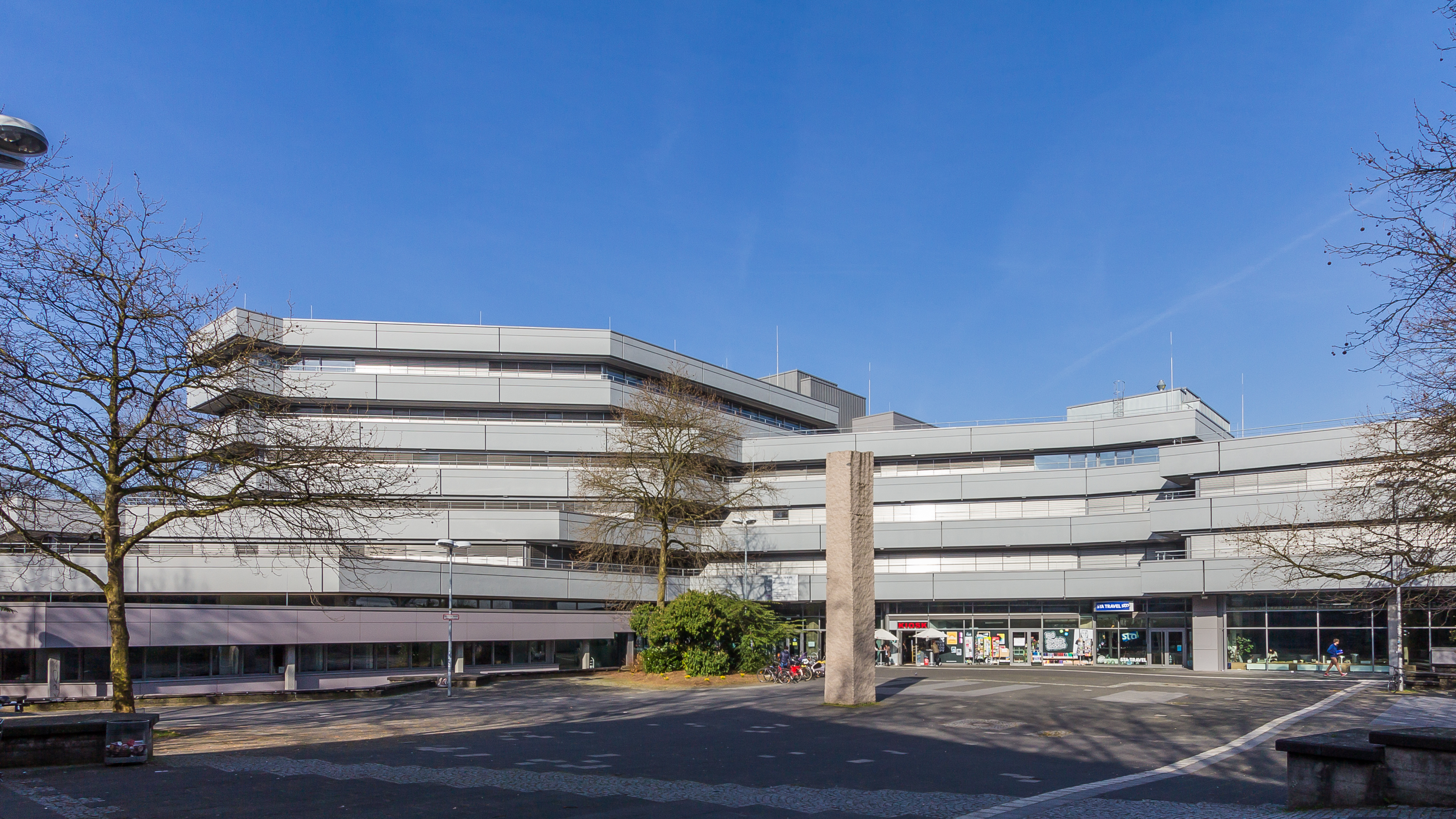

## وصلات خارجية
- موقع الجامعة بالألمانية
- موقع الجامعة بالإنجليزية